# Anatólia történelme

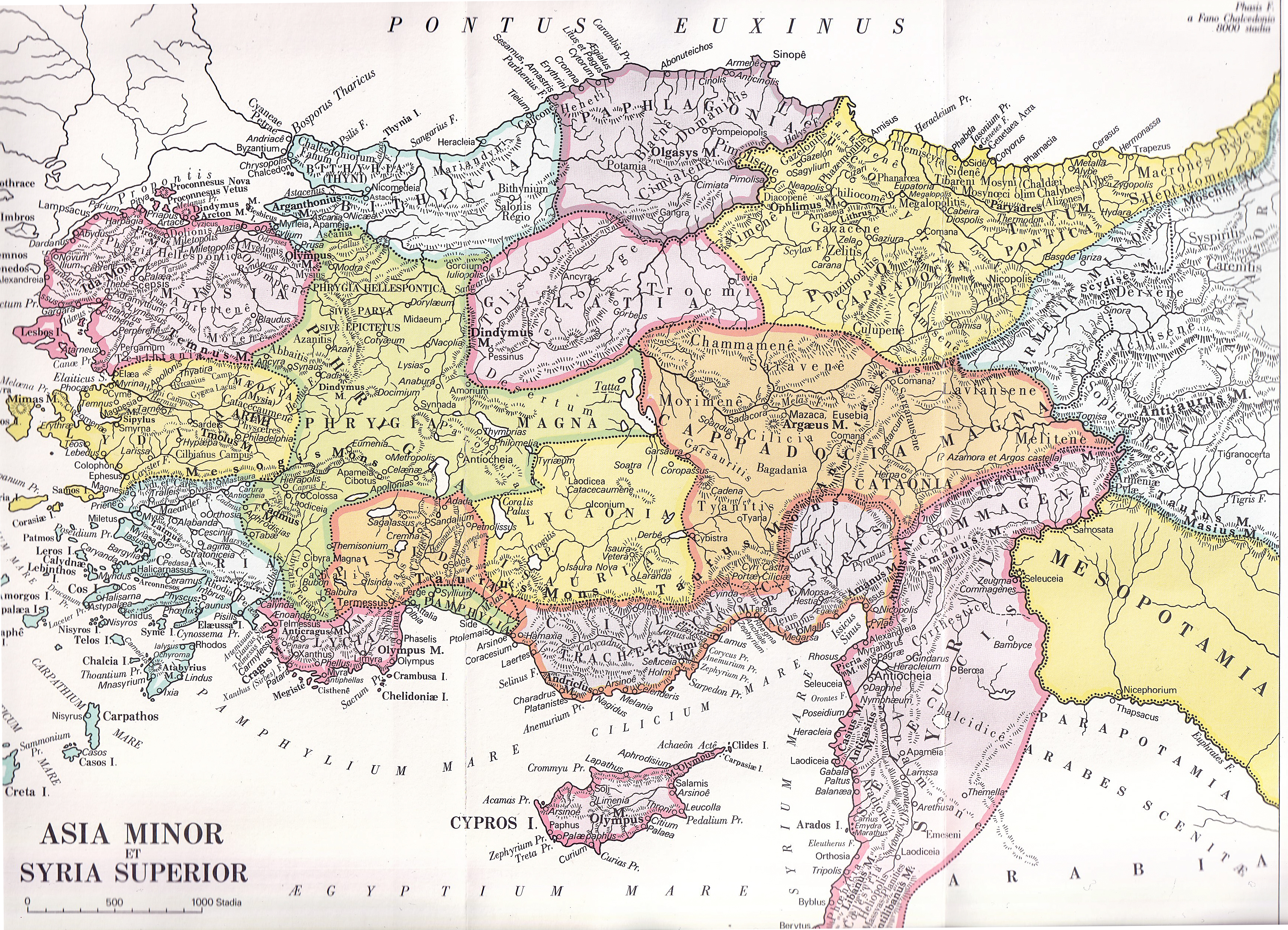
Kis-Ázsia, Szíria, Ciprus Sztrabón alapján időszámításunk kezdete körül

Anatólia történelme egészen az őskőkorszakig visszavezethető, a legkorábbi kultúrák maradványai a középső és keleti részén találhatóak, közülük az i. e. 7. évezredi Çatal Hüyük, illetve az i. e. 4. évezredtől lakott Alaca Hüyük.
Az ókorban az i. e. 3. évezredig hattik lakták, akikkel az észak-mezopotámiai asszírok jelentős kereskedelmi kapcsolatokat építettek ki (ld. óasszír kereskedelem). A 3. évezredben nagy népmozgás zajlott a területen, és a térség meghatározó népévé az indoeurópai nyelvű hettiták váltak, akik i. e. 17. századtól az i. e. 13. század végéig fennálló birodalmuk, Hatti hatalmát több mezopotámiai és szíriai területre is kiterjesztették. Hattival nagyjából azonos időben Délkelet-Anatóliában és Felső-Mezopotámiában a kaukázusi hurrik alapítottak Mitanni néven államot.
A Hettita Birodalom népvándorlás okozta bukása után az i. e. 1. évezred első felében Phrügia, majd az i. e. 700 táján bekövetkező kimmer beáramlást követően Lüdia uralta a nyugati vidékeket, az Égei-tenger partján pedig az ókori görög kultúra kezdett terjedni. A keleti vidéken az asszírok által meggyengített és elpusztított Mitanni örökébe részben a mezopotámiai Újasszír Birodalom, részben az északabbi területeket egyesítő Urartu lépett.
Anatóliát az i. e. 6. század közepén II. Kurus perzsa király, az Óperzsa Birodalom alapítója hódította meg, az ióniai görög államokat pedig vazallusaivá tette. Ettől kezdve Kis-Ázsia kétszáz éven át perzsa kézen volt, végül az i. e. 4. század végén Nagy Sándor hódította meg. A makedón uralkodó halála után egy ideig hadvezérei vetélkedtek a területért, de végül I. Szeleukosz Nikatór szerezte meg. Utódai hatalma azonban rövidesen meggyengült, és hamarosan több kisebb állam jött létre a területen (Pergamon, Bithünia, Galatia, Pontosz, Paphlagonia stb.). A Római Birodalom az i. e. 1. századra fokozatosan bekebelezte a területet, ami a 11. század végéig utóda, a Bizánci Birodalom kezében maradt. Bizánc hányattatott századai során Anatólia biztosította a birodalom katona- és élelem-utánpótlását.
A térség középső és keleti vidékén a 7. század óta gyakorlatilag folyamatos háborúskodás zajlott a muszlimok – a törökök 11. századi megjelenéséig alapvetően arabok – ellen, akik Délkelet-Anatóliában tudtak csak tartósabban megtelepedni. Végül a szeldzsukok az 1071-es manzikerti csata után meghódították Kis-Ázsia zömét, és létrehoztak egy államot Ikóniumi Szultánság néven. Bizánc a 12. század végéig még meg tudta védeni az égei partvidéket, sőt bizonyos területeket vissza is tudott szerezni, azonban akkortól kezdve képtelen volt ellenállni a szeldzsuk szultánság mellett és romjain létrejött emírségek támadásának.
A aprócska határvidéki emírségként indult Oszmán Birodalom a 15. században felszámolta a Bizánci Birodalmat és elfoglalta egész Anatóliát, ami ettől kezdve mindvégig török kézben maradt. Az Oszmán Birodalmat az első világháborúban elszenvedett veresége után feldarabolták a nagyhatalmak. A nagyrészt Anatóliából álló megmaradt Törökországnak 1923-ban Mustafa Kemal Atatürk adott új államformát.

## Korai társadalmak

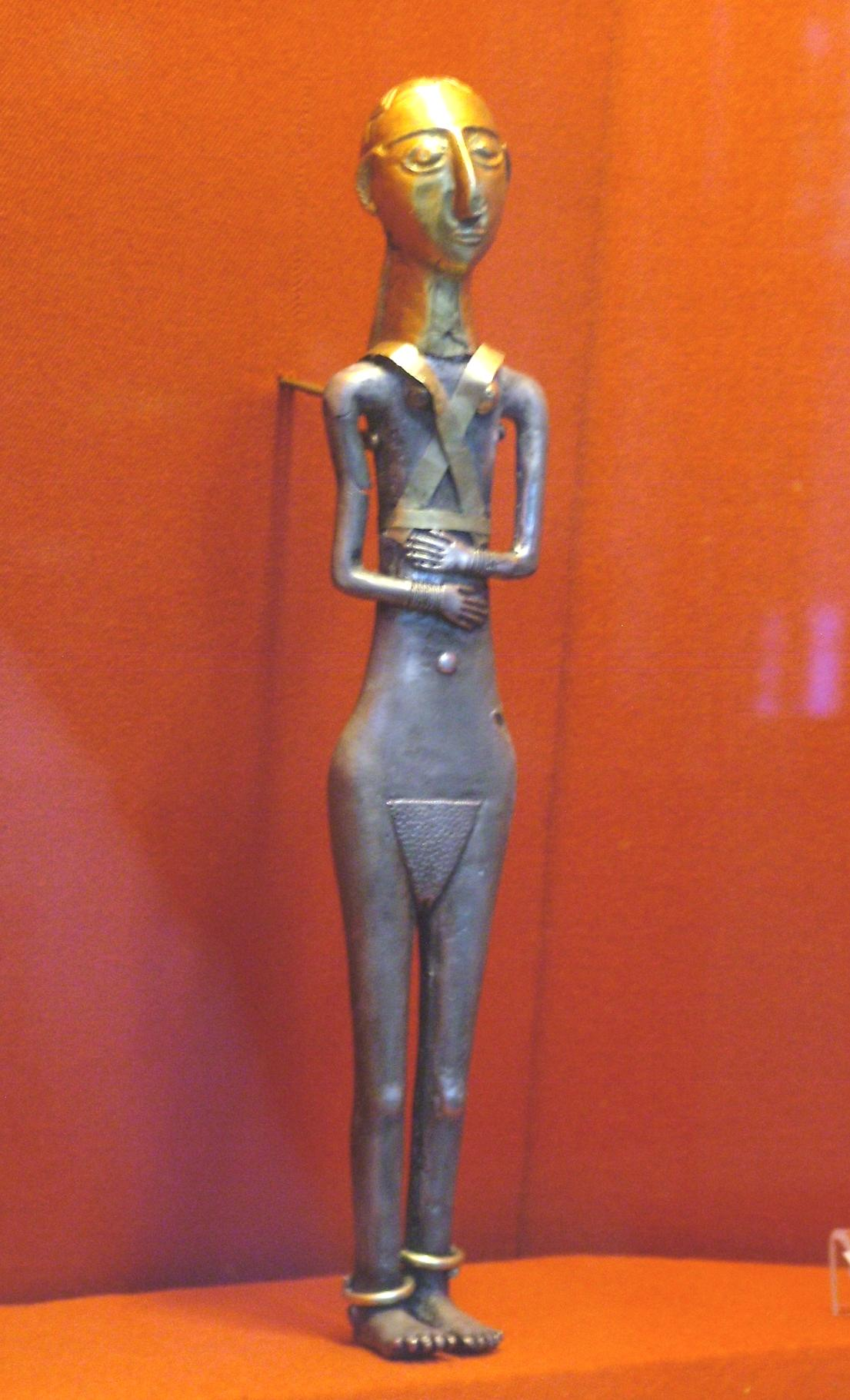
Ankara, ACM: Istennő

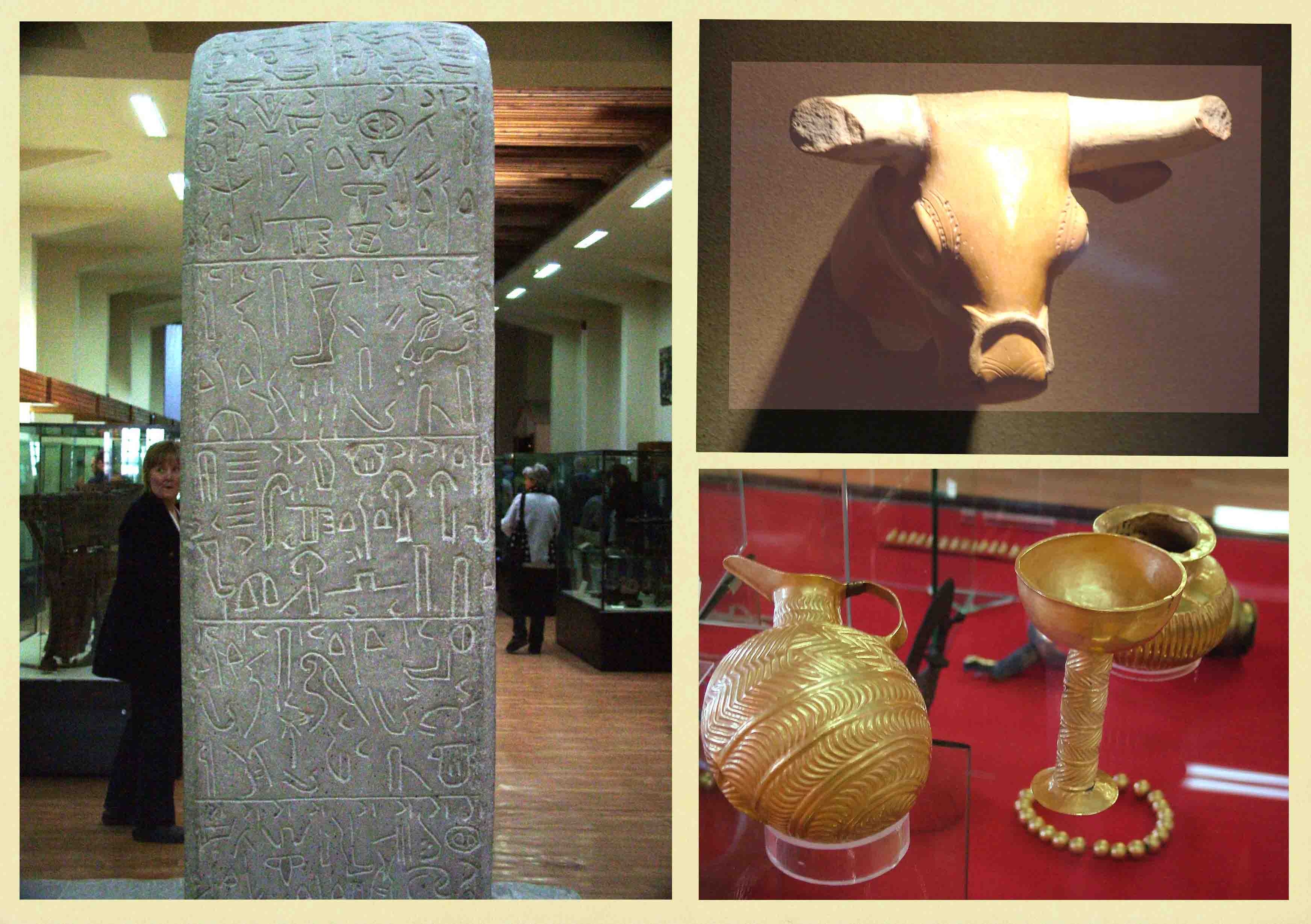
Ankara, ACM: Neolit- és bronzkori leletek

### Őskő(paleolit)kor
Anatólia régészeti kutatásai – bár a jelenlegi (Yarinburgaz, Gazintepe, Ücagizli, Eufrátesz-part) nagy ütemük mellett sem adnak átfogó képet – jelzik, hogy Anatólia már ekkor is lakott volt. E tekintetben az Antalya közeli Karain-barlang az őskőkor mindhárom szakaszában lakott volt. Leletei nemcsak Anatólia, de egész Közel-Kelet tekintetében nagy jelentőségűek. A barlang különféle lakó-telephelyeket tartalmaz. A talált eszközök és megmunkált kövek mellett több importált (!) műtárgy is található. További lelőhelyek: Gaziantepe és Ücagizli.

### Újkő(neolit)-kor
Az őskőkor Anatóliában i. e. 10. évezredig tartott. A következő időszak már a gyűjtögetésből és vadászatból fokozatosan a háziasításra és élelemtermelésre való áttérés kora. Megjelennek az állandó lakhelyek. A folyamat némiképp lassúbb, mint Mezopotámiában (bár lehetséges, hogy kevesebb ismeretanyagunk van). Ezt valószínűsíti, hogy a korszak feltárt lelőhelyei: Çatal Hüyük (kb 10 ezer), Hacilar (kb. 3-5 ezer) nagy népességszámú telepek, szilárdan és sűrűn beépített lakóhelyekkel. Az élelemtermelés és feldolgozás eszközein túl jelen vannak a házilag készített kerámia edények és a kezdetleges halott-kultusz tárgyai. A sokszor közös fallal épített lakóházak belső kialakításai a létfeltételek mellett már rituális, szellemi élet jelenlétére is utalnak (istennő-idolok Çatal Hüyükből és Hacilarból, relief-falak, stb.). Ehhez kapcsolódva jelennek meg az első művészi alkotások – falfestmények, idolok – is (Çatal Hüyük), melyek esetenként a korábbi vadászkodásra, esetenként pedig már a letelepült települési körülményeikre utalnak (várostérképek).

### (Kő)rézkor
E korszak emberei lapvetően a neolitkori életmód továbbfolytatói, továbbfejlesztői. Megjelennek a kő alapra épített házak, finomodik a kerámia, elkezdik festeni (barna, fekete és sötétszürke színekkel). A korszak régészeti lelőhelyei: Alacahöyük, Alisar, Canhasan, Karaz, Beycesultan. Az utóbbi lelőhelyen megjelenik az agyagtéglából négyszögletes alaprajz szerint épített ház, a későbbi megaron-típus (hosszú-ház). A lelőhelyről már réz előállításának nyomai, későbbről ezüst és réz tárgyak kerültek elő.

### Korai bronzkor
Az i. e. 4. végén, és a 3. évezred elején jelent meg Anatólia területén. A kora bronzkor embere már nemcsak a megélhetés biztosításához szükséges eszközöket készített, hanem a fémmegmunkálás kézműves művészetét is magas szintre fejlesztette. Ezt különösen az Alacahöyük, Horoztepe, Eskiyapar, Kültepe, Mahmatlar, Kayapinar és Polatlı lelőhelyeken fellelt eszközök és tárgyak jelzik. Ebben a korban, Közép- és Északkelet-Anatóliában a fémművesség ugyanolyan fontossággal bírt, mint a mezőgazdálkodás, a fémmel és fémtermékekkel való kereskedelem is nagy jelentőségre növekedett. Ez Kelet- és Északkelet-Anatóliában nagy fémmegmunkáló műhelyek létesítéséhez vezetett. A korszak embereinek élete falakkal körülhatárolt településeken zajlott. Ezekben a megerősített városokban a házakat szorosan egymás mellé építették. Ezeket tipikus anatóliai építési módon, kőlábazatra rakott vályogfalakkal létesítették. Anatólia kora bronzkori civilizációjának csúcspontját Alacahöyük területén érte el.

### Középső bronzkor
A periódus kezdetéhez kapcsolódik, hogy ettől az időtől rendelkezünk Anatólia területéről írásos emlékekkel. i. e. 1960. körülre jelzik az észak-mezopotámiai óasszír birodalom és (az akkori időkben kis feudális, főképpen hatti-) fejedelemségekből álló Anatólia közti kereskedelmi kapcsolatok létrejöttét. A mezopotámiaiak, már az akkád-korszak óta kereskedtek északi szomszédjukkal, most azonban módszeresen kiépített kapcsolatot teremtettek. Ők Kis-Ázsiába egy idegen (akkád), nyelvet, az ékírást és a pecsétlőhengereket hozták. A kereskedők áruikat szamár-karavánokkal szállították. Útvonaluk Anatóliában Diyarbakır, Urfa, Maras, Malatya útvonalon, vagy Adanába, a „kilikiai kapuk”-on át vezetett. Az anatóliai kisfejedelmek vám és adók ellenében megvédték ezeket a kereskedőket és áruikat. Az asszírok az ősnépesség településeiben (városokban) körbezárt, a kereskedők által autonóm módon igazgatott telepeket létesítettek, amelyeket „Karum”-nak neveztek. Az Anatóliában létrehozott mintegy húsz telep egyetlen fő kereskedőtelepnek a Kültepe alsó városrészében létesített „Karum Kanis” felügyelete alá tartozott. Ez pedig direkt kapcsolatban állt Asszíriával. :A korszak legjelentősebb régészeti lelőhelyei: Kültepe, Acemhöyük, Alisar és Bogazköy.
Az asszír kalmár-kolóniák alapításának idejétől kezdve a fazekaskorong használata is elterjedt és az írás alkalmazása is általánossá vált. Ebben a társadalmi változás-periódusban léptek a történelem színpadára a hettiták.
Ennek az óhettita időszaknak a története Alacahöyük, Eskiyapar, Inandik, Masathöyük és mindenekelőtt Bogazköy települések területén végzett ásatások eredményeként ismert. Ettől az időszaktól kezdve Anatólia történelme már nemcsak a régészeti ásatások tárgyi leleteiből kikövetkeztetett korkép, hanem a napvilágra került számtalan ékírásos-, és hieroglif agyagtábláknak, leveleknek és birodalmi levelezéseknek köszönhető írásos megerősítésnek.
A történelem folyamán számos nyelv fejlődött ki Anatóliában, egyes tudósok szerint az indoeurópai nyelvek bölcsője is itt található, mivel a hettita nyelvet és a luvi nyelvet is az anatóliaiak beszélték. Hérodotosz szerint az etruszkok (a rómaiak ősei) Anatóliából, az akkor Lüdiának nevezett területről származtak. Bár más elméletek is születtek, a mai DNS-kutatások eddigi eredményei szerint az elméletnek lehetnek tudományos alapjai.

## Az első államalakulatok

### Az akkád és asszír birodalmak
Az első, Anatóliával is kapcsolatba kerülő birodalom, amiről biztos feljegyzések vannak, az Akkád Birodalom volt időszámításunk előtt a 24. században. Az akkádok a terület nyersanyagaival kereskedtek. Az akkádok a mezopotámiai klímaváltozás és a csökkent munkaerő következtében mindinkább elestek a kereskedelmi lehetőségektől. Emiatt a birodalom az i. e. 2150 körüli guti támadásoknak nem tudott ellenállni. Az ezt követő időszakban, körülbelül két-három évszázadon át az i. e. 2. évezred elejétől kezdve az i. e. 18. századig az óasszír kereskedők alakítottak ki életképes kereskedelmi hálózatot a térségben: főként ezüstért vittek ki szöveteket. Az anatóliai Kanisnál talált számos asszír ékírásos feljegyzés azt mutatja, hogy a kereskedés során fejlett számításokat és hitelkeret-rendszert használtak.
Az Óbabiloni Birodalom, majd a keletről érkezett, Délkelet-Anatóliában Mitanni néven államot alakító hurrik felszámolták az óasszír hatalmat.

### Arzawa
A hettita birodalom legnagyobb riválisának a szomszédos Arzawa bizonyult, akivel a Trója környéki területekért versengtek.

### Kilikia
A másik rivális, Kilikia (hettita nevén Kizzuwatna), Dél-Anatóliában volt található, ők felügyelték a hettitákat Szíriától elválasztó területet, vagyis akadályt jelentettek a kereskedelemben. A békét a két riválissal szerződéseken keresztül próbálták megtartani. Kilikia I. Szuppiluliumasz hettita király uralkodása idején került hettita fennhatóság alá.

## A hettiták

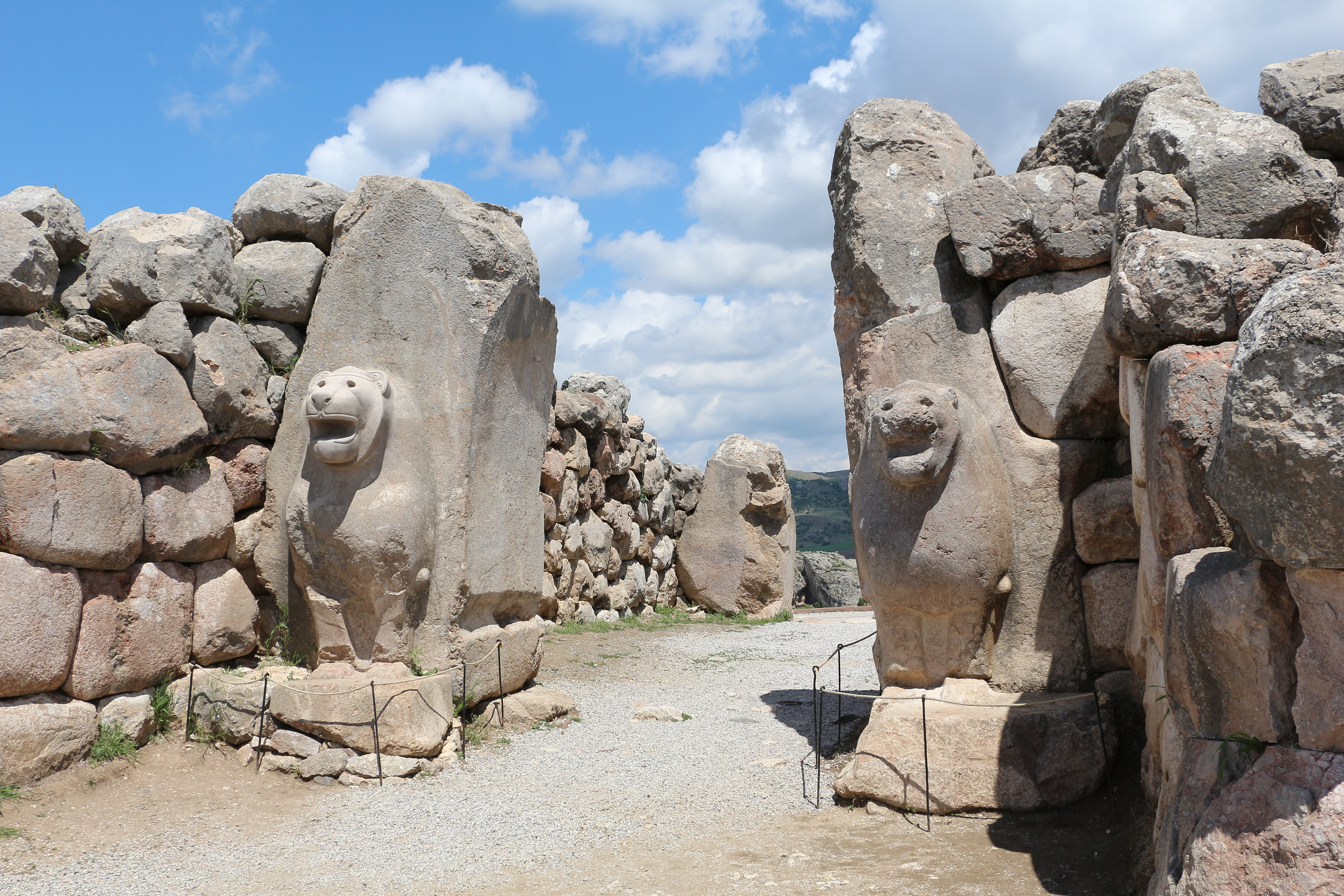
Oroszlános kapu, Hattusában, a hettiták fővárosában

Kis-Ázsiában új birodalom jött létre az i. e. 17. század során a hettiták vezetésével, melynek Hattuszasz (ma Boğazkale, Boghazköy) volt a fővárosa. A terület vízben, ezüstben és rézben gazdag terület volt, ami megalapozta a birodalom jólétét, és a hettiták terjeszkedni kezdtek.

### Óhettita korszak
i. e. 1750-

### A hettita nagybirodalom
i. e. – 1200
A Hettita Óbirodalom i. e. 1590 körül ért véget, amikor a Babilont kifosztó I. Mursilist meggyilkolták, és trónviszály alakult ki. Ebből csak a 14. század közepén sikerült végleg kilábalnia a hettitáknak, amikor is az Eufrátesz felső folyásának vidékéért (Iszuva) és Kilikiáért velük versengő Mitannit is megrendítették a feléledő Középasszír Birodalommal együttműködve. I. Szuppiluliumasz meghódította Iszuvát, Arzavát és Kizzuvatnát, megdöntötte Mitannit, és Szíriában is befolyási övezetet alakított ki. Ez sértette az ereje teljében levő Egyiptom érdekeit, így i. e. 1275-ben döntetlen ütközetet vívtak (kádesi csata). A két nagyhatalom végül i. e. 1259-ben kötött békét, feltehetően az asszírok fenyegető terjeszkedése miatt.

### Újhettita (kései hettita) államok

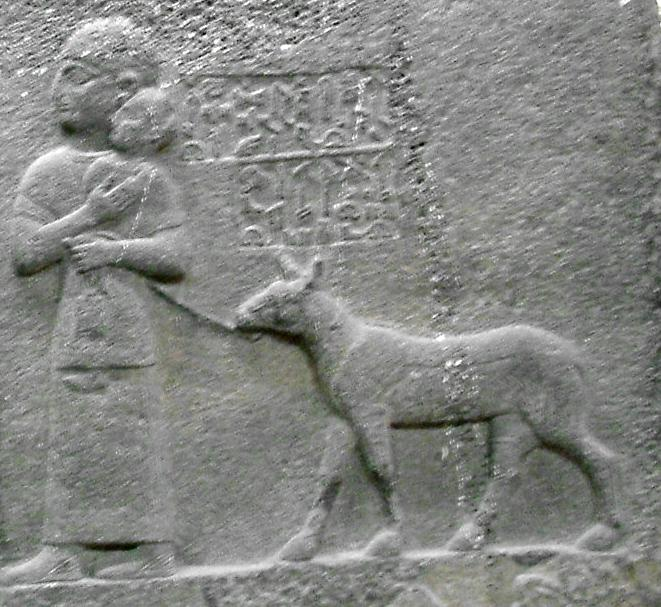
Későhettita orthosztát

I. e. 1200 körül a nyugatról jövő népmozgások (tengeri népek) támadásainak bekövetkezte a hettita nagybirodalom hatalmának lealkonyulását eredményezte. A hettiták ezeknek a támadásoknak a hatására elhagyták korábbi területeiket és a hegyvidékre, a déli és délkeleti Toros-hegységbe (Taurosz) húzódtak, ahol a történelem legutolsó hettita kisfejedelemségeit (városállamait) hozták létre (Kargamis, Zincirli, Malatya-Aslantepe, Sakcagözü, Karatepe, Tell Tayinat városok környékén). Egy központi irányításra képes birodalom létrehozására azonban már soha sem került sor. Ezek a kisállamok az i. e. 1. évezred első felétől (az i. e. 9. századtól) Közép-Anatólia nyugati és északi területein Phrügia, Kelet-Anatóliában az Urartu, Észak-Mezopotámiában pedig az asszírok fennhatósága alatt álltak. Ezekben a kisállamokban a hettita tradíciók mindaddig fennmaradtak, sőt továbbfejlődtek, amíg az asszírok támadásai következtében az i. e. 8. század második felében végérvényesen eltűntek történelem színpadjáról.

## Kisebb anatóliai királyságok

### Urartu
Az i. e. 13. századtól asszír forrásokból ismert, i. e. 9. századra megerősödő Urartu magterülete Kelet-Anatóliában, a Van- és Urmia-tó vidékén feküdt, fővárosa az előbbi partján fekvő Tuspa volt. Lakói mai ismereteink szerint rokontalan nyelvet beszéltek, fémművességük pedig egyedülállóan magas színvonalú volt a korban. Urartu főellensége az Újasszír Birodalom volt, amely i. e. 714-es hadjáratával végzetes csapást mért rá. II. Sarrukín hadjárata és a hamarosan megjelentő kimmerek és szkíták Urartut története hátralevő, alig százévnyi részében kivonták a történelem fősodrából.

### Phrügia

Phrügia hatalma csúcsán, valamint Asszíria, i. e. 9–7. század.

Az asszír forrásokban muskikként szereplő, indoeurópai nyelvű phrügök nagy szerepet játszottak a hettiták leverésében, de a leletek tanúsága szerint csak az i. e. 8. században alakítottak ki ismét állandó településeket, majd államukat, melynek fővárosa Gordion volt. Phrügia utolsó nagy királya Mita volt, akit a görögök a legendás, kezével mindent arannyá változtató, szamárfület növesztő Midászként ismertek. Miután i. e. 714-ben a szomszédos Urartu végzetesen meggyengült Sarrukín hadjáratának köszönhetően, a kilikiai (akkádul Que) helytartó támadásai következtében i. e. 709-ben Mita Sarrukín szövetségese lett, és a későbbiekben is közeledett hozzá. Minderre azonban kevés ideje maradt: ebben az időszakban Anatóliát elárasztották a nomád kimmerek, majd a szkíták. i. e. 695 körül kezdődött a roham, amelynek során Gordion elpusztult. A hagyomány szerint Midasz önkezével vetett véget életének.

### Lüdia

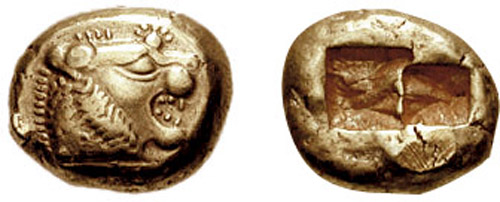
Oroszlánt ábrázoló lüdiai érme. Lüdia volt az első civilizáció, ahol pénzérméket vertek.

Lüdia nagy szerepet játszott Nyugat-Anatólia történelmében. Az első, nem csak mítoszokból ismert király Gügész volt (I. e. 7. század első fele), aki a hagyomány szerint meggyilkolta az utolsó, Héraklésztől származó uralkodót, így vette át a hatalmat. Gügész háborúba bocsátkozott a görög hódítókkal, közben szövetkezett az asszírokkal a betörő kimmerek ellen. Lüdia ekkoriban bekebelezte a nomádok által nemrég megdöntött Phrügiát és fővárosát, Gordiont. A kimmerek támadásainak végül Szadüattész és az őt követő II. Alüattész vetett véget (i. e. 560).
Alüattész utóda, a gazdagságáról nevezetes Kroiszosz, az epheszoszi Artemisz-szentély építtetője, miután ellenőrzése alá vonta a kis-ázsiai görög poliszok zömét, kelet felé tört. i. e. 547-ben Pteriánál – a régi Hattuszasz – csapott össze II. Kurus perzsa király seregével, majd a döntetlen ütközet után visszatért fővárosába. Arra azonban nem számított, hogy Kurus azonnal üldözőbe veszi és még a télen megostromolja Szardeiszt. A város elesett, Kroiszosz viszont életben maradt, és élete végéig az Óperzsa Birodalom nagykirályának egyik tanácsosa volt.
Lüdia ezek után sosem lett önálló, de a neve fennmaradt. Először III. Alexandrosz, később a Szeleukida Birodalom, végül a független Attalida Pergamon uralta.

## A perzsa hódítás
Lásd még: Akhaimenidák

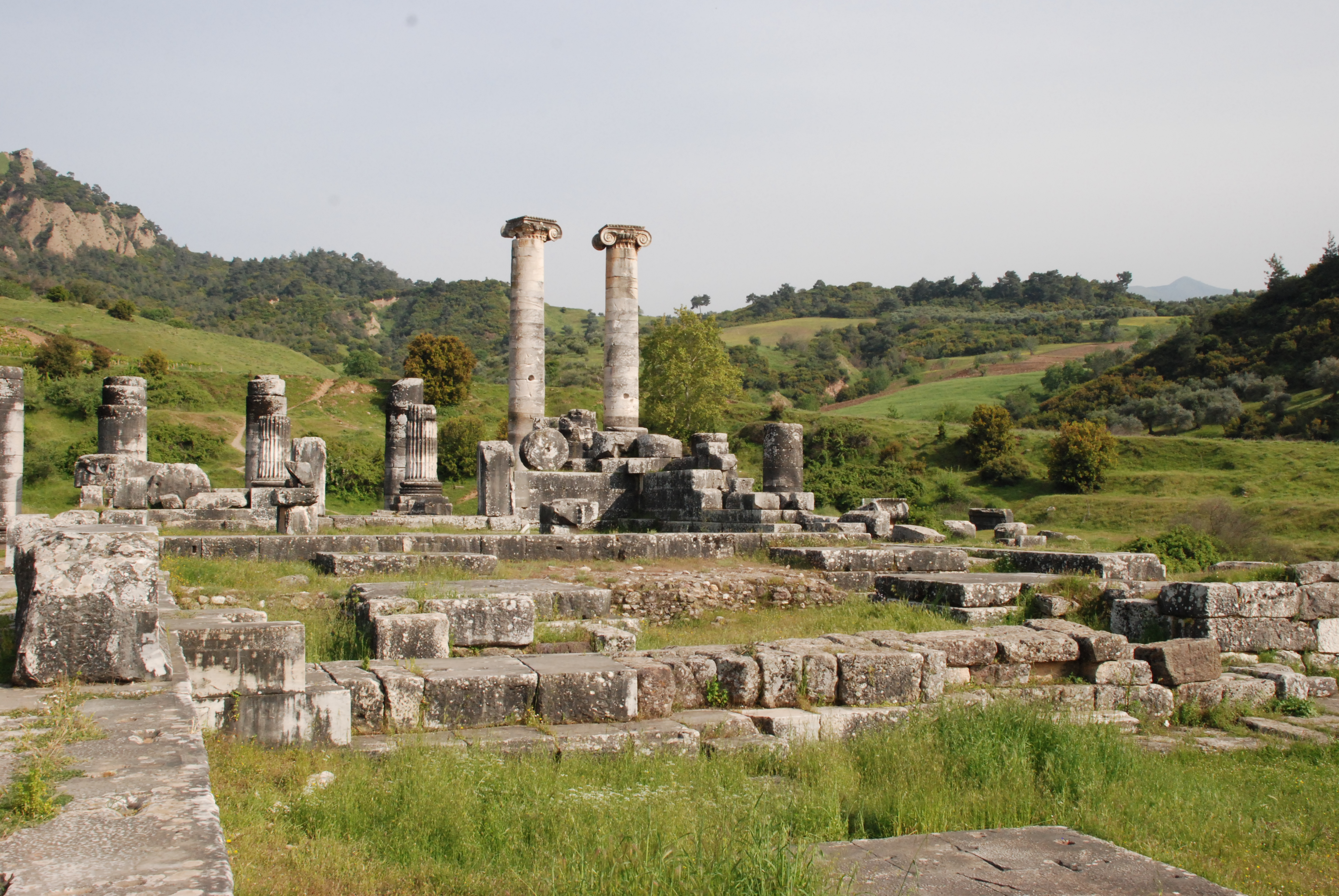
Szardeisz romjai

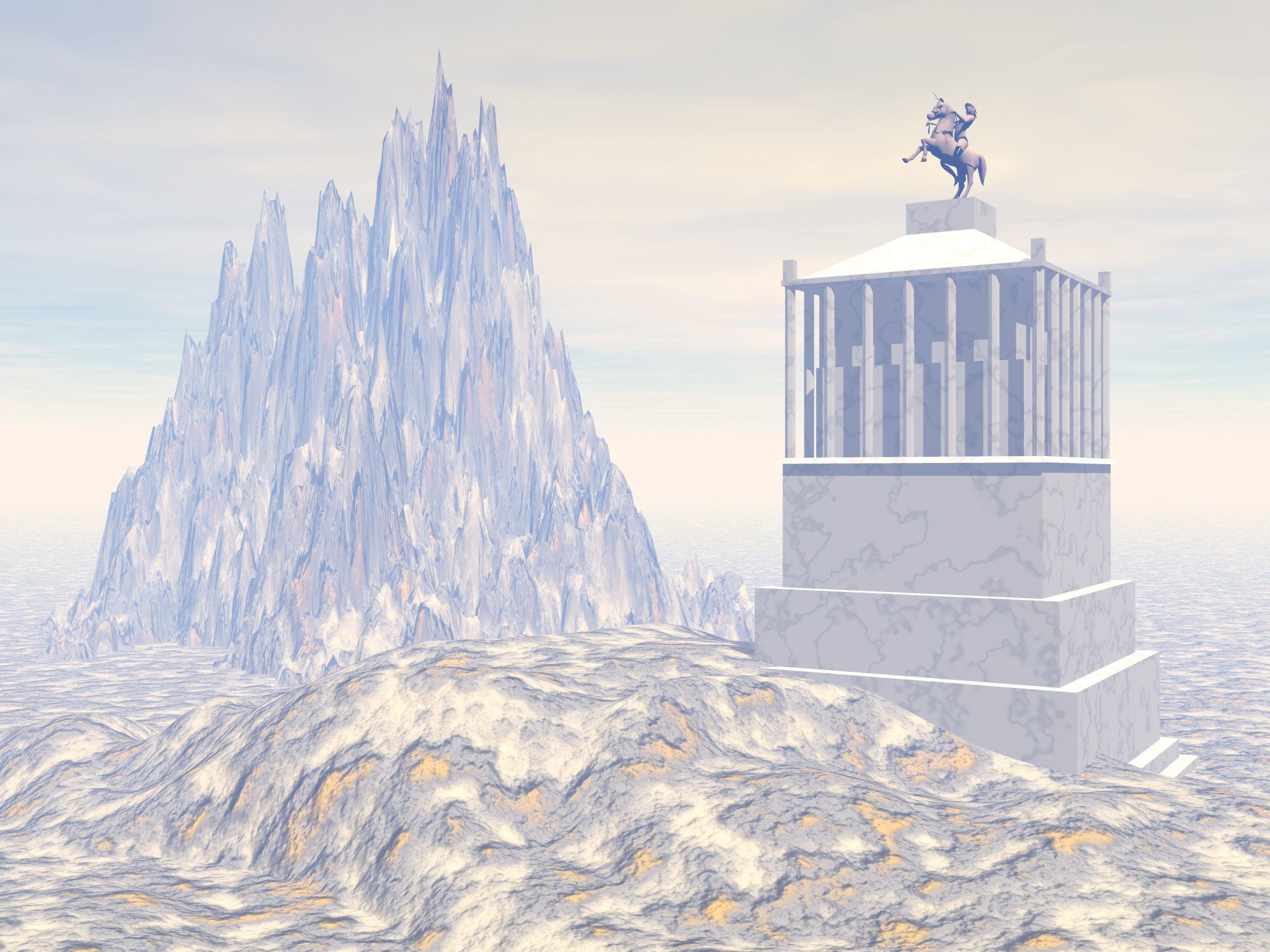
A Halikarnasszoszi mauzóleum rajza

I. e. 550-re a Lüdiával szomszédos médek birodalmát felszámolták a lázadó perzsák. A lüdök gazdagságáról nevezetes királya, Kroiszosz hadjáratot indított a perzsa király, Kurus ellen. Kurus visszaszorította Kroiszosz seregeit, felégette Szardeiszt, majd Lüdiát is hatalma alá vonta.
A talpon maradt Iónia, és néhány lüd város megpróbáltak ellenállni a perzsa dominanciának, és Spártától kértek segítséget. Spárta azonban nem ígért fegyveres támogatást, csupán figyelmeztette Kurust, így végül az ellenállók feladták a harcot, sokan Korzikára vagy Thrákiába menekültek.
Az Akhaimenida Birodalom a perzsa Dárajavaus uralkodása alatt jelentősen fejlődött. Teljesen átalakította a kormányzati rendszert, a birodalmat tartományokra osztotta, melyeket a tartományi kormányzó, a satrapa irányított. i. e. 502-ben a Dareiosz első évei óta a perzsák ellenőrzése alatt álló Égei-tengeri sziget, Naxosz népe fellázadt. A megbuktatott vezetők Milétosz türannoszához, Arisztagóraszhoz fordultak segítségért. Arisztagorasz beleegyezett, remélve, hogy saját fennhatósága alá helyezheti a szigetet a konfliktus megoldása után. A hadjárat végrehajtásához Arisztagorasz viszont Lüdia perzsa satrapájának, Artaphernésznek a segítségét kérte, aki az uralkodó testvére volt. Artaphernész flottát bocsátott Arisztagorasz rendelkezésére a tekintélyes perzsa admirális, Megabatész parancsnoksága alatt. A szövetség biztosítása érdekében Arisztagorasz nemcsak a Naxosz elfoglalásából származó zsákmányt, hanem a Kükládok és talán Euboia alávetését is ígérte. Naxosz elfoglalása azonban kudarcba fulladt, így Arisztagorasz nem tudta teljesíteni az ígéretét. Hogy mentse magát, lázadásra sarkallta az iónokat. Az ión felkelés végigsöpört Anatólián, majd Arisztagorasz athéni segítséggel felégette Szardeiszt, ami feldühítette Dareioszt. A perzsa seregek városról városra haladva visszavették az ión városokat. Végül a Milétosz közelében lezajlott ladéi csata i. e. 494-ben véget vetett a felkelésnek.
A Perzsa Birodalom része volt Kária is, melynek szatrapája a helyi uralkodó dinasztia feje, Hekatomnosz volt. Hekatomnosznak sikerült szabad kezet kapnia a tartomány irányításában, amit családja pozíciójának megerősítésére használt. Mivel rendszeresen tanúbizonyságot tett hűségéről a perzsák felé, így nem keltette a félrevezetésnek még a látszatát sem. Első lépésként úgy döntött, a tartomány székhelyét Mülaszából Halikarnasszoszba (ma Bodrum) helyezi át, mely kikötő jellegénél fogva stratégiailag jobb fekvésű volt. Uralkodási módszereit fia, Mauszólosz is folytatta, aki erős vár és tengeri flotta építésébe kezdett. Halála után felesége (és egyben húga), II. Artemiszia került a trónra, aki elhatározta, hogy befejezi férje monumentális síremlékét, ám ő sem érte meg a mű elkészültét. A világ hét csodája egyikeként számon tartott mauzóleum 1500 évig állt, Nagy Sándor ostromát is kibírta, végül a 12. században egy földrengés földig rombolta, a keresztesek pedig várépítéshez használták fel a köveket.

## Nagy Sándor, a diadokhoszok háborúja és a Szeleukida Birodalom

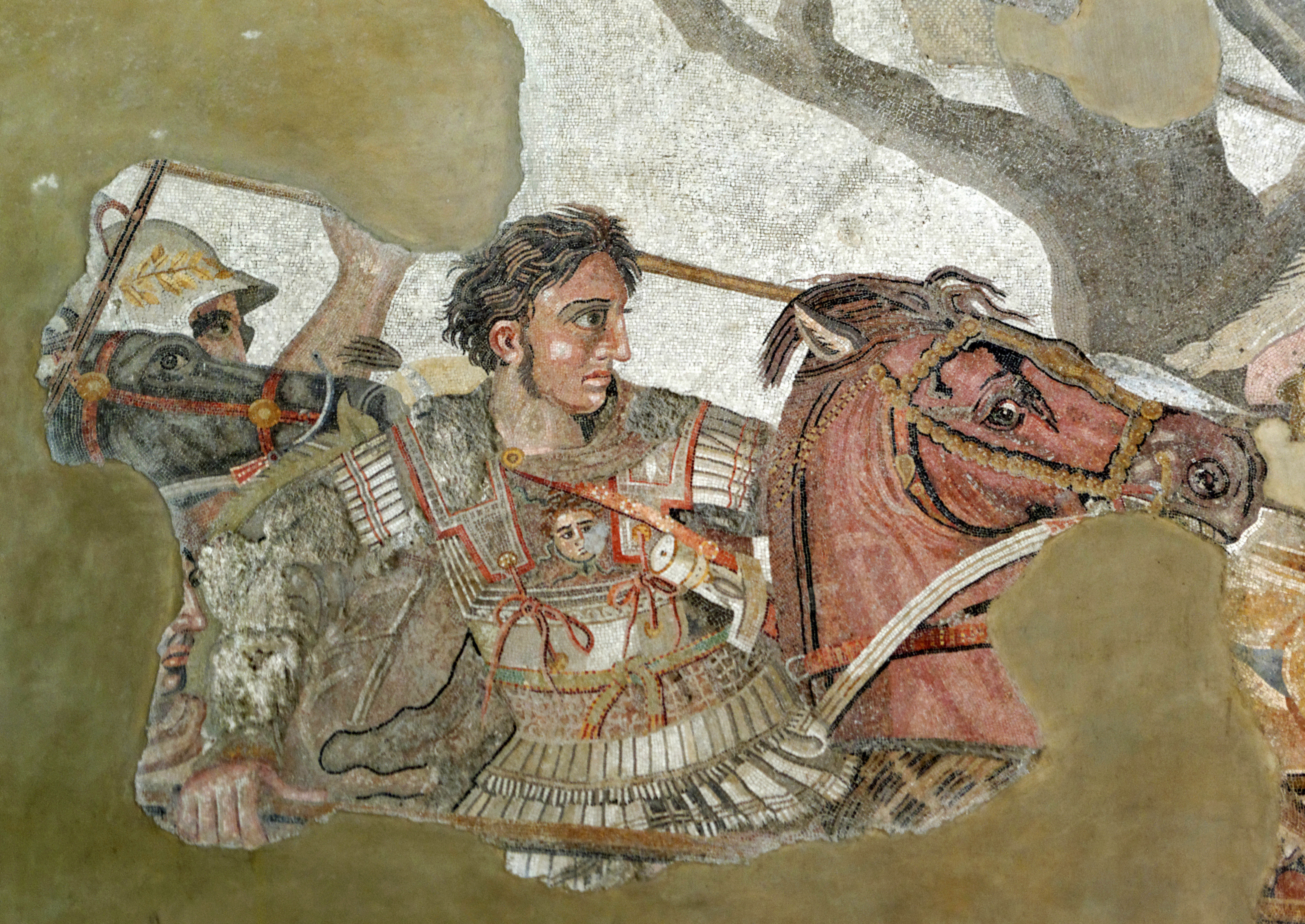
Nagy Sándor az isszoszi csata előtt

### III. Alexandrosz
I. e. 336-ban II. Philipposz makedón királyt váratlanul meggyilkolták, így fia, a később Nagy Sándor néven ismert Alexandrosz került a trónra. Az új uralkodó hatalmas szárazföldi seregeivel és számos hajójával a perzsák ellen indult, i. e. 334-ben partra szállt Anatóliában Szesztosznál, a Gallipoli félszigeten. A perzsa seregekkel először a granikoszi csatában találkozott. A győzelem után Alexandrosz Lüdiát és Ióniát is felszabadította. Milétosz elfoglalása után a nyugati parti városokat is meghódította, majd a belső területek felé vette az irányt, Phrügia, Kappadókia és Kilikia is a makedónoké lett. Az isszoszi csatában III. Dárajavaus perzsa király súlyos vereséget szenvedett. A csata után Alexandrosz megalapította első városát Ázsiában, amelyet magáról Alexandrettának nevezett el (mai nevén Iskenderun). Az uralkodó Anatólia felszabadítása után a Perzsa Birodalom déli részei ellen vonult.

### A diadokhoszok háborúja és a birodalom felosztása
Nagy Sándor i. e. 323-ban bekövetkezett halálával megüresedett Makedónia trónja. Megkezdődött az önjelölt örökösök, a diadokhoszok háborúja. Kasszandrosz, Antipatrosz fia Makedóniát és Görögország európai részét szerezte meg, és megalapította az Antigonidák uralmát; Lüszimakhosz Kis-Ázsiában és Trákiában alapított birodalmat (később megölték), Szeleukosz Mezopotámiában és Szíriában jutott hatalomra, Ptolemaiosz pedig Egyiptomban. A birodalom romjain több kisebb állam is létrejött: Pergamon, Bithünia, Kappadókia, és egyes görög területeknek is sikerült megőrizniük függetlenségüket, mint Krétának és Rhodosznak. Birodalmából három jelentős utódállam és uralkodóház nőtt ki: az Antigonidák Makedóniában i. e. 148-ig, a Szeleukidák Szíriában i. e. 64-ig, a Ptolemaidák Egyiptomban i. e. 30-ig uralkodtak.

### A Szeleukida Birodalom

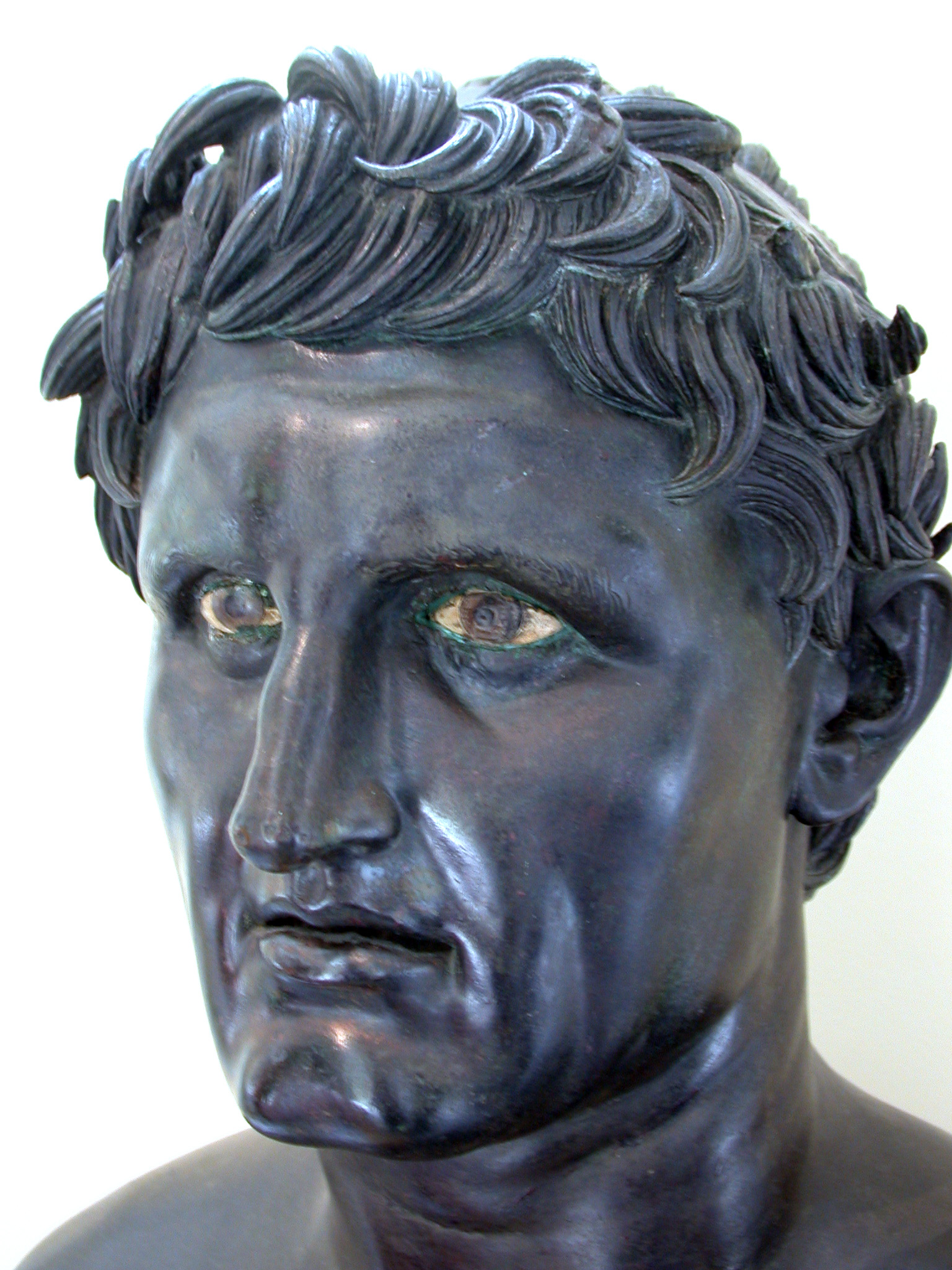
I. Szeleukosz Nikatór, a Szeleukida Birodalom alapítója

Szeleukosz i. e. 299 és 287 között, a Toros-hegység lábánál építette fel birodalma fővárosát, amit apja emlékére Antiókheiának nevezett el. A hatalmas Szeleukida Birodalmat 72 szatrapára osztotta, és nagy hadsereget tartott fenn a védelmére. A békés kezdetek után azonban Lüszimakhosz diadokhosz és Szeleukosz ellentéte i. e. 281-ben háborúba csapott át. Bár Szeleukosz legyőzte ellenfelét, és megszerezte annak földjét, nem hagyta abba a harcot, és tovább vonult Trákia és Makedónia felé. Trákiában Ptolemaiosz Keraunosz, Makedónia későbbi királya meggyilkoltatta.
Szeleukoszt a trónon fia, I. Antiokhosz Szótér követte, akinek egy nyugtalan és sok problémával küzdő birodalmat kellett irányítania. Bár Antiokhosz visszaverte a gallok támadását, I. Eumenész pergamoni királlyal nem boldogult, és ez megnyitotta az utat Pergamon függetlenedése felé. Fiát, II. Antiokhosz Theoszt saját felesége mérgezte meg. Ezután a trónra II. Szeleukosz Kallinikosz került, akinek uralkodása alatt testvérháború tört ki. Ez tovább gyengítette a birodalmat, és még több terület elvesztéséhez vezetett. A birodalom egységét a későbbi uralkodók sem tudták megőrizni, ezért a szeleukidák i. e. 129-re Észak-Szíria és Kilikia területére szorultak vissza. A központi kormányzat megingását kihasználva az i. e. 2. század második felében több terület (például Türosz) visszanyerte önállóságát, és a Szeleukida Birodalom törzsterületén új, független államok (Kommagéné, Ituraea, a Hasmoneus-dinasztia zsidó állama, a Nabateusok országa) jöttek létre.
A következő évtizedekben külső és belső háborúk, trónviszályok gyengítették tovább a birodalmat. A Szeleukidák két ága Antiokheiába, illetve Damaszkuszba és szomszédságukba húzódott vissza, de i. e. 83-ban ezeket a területeket is elfoglalta II. Tigranész, Armenia királya, i.e. 64-ben pedig Pompeius római hadvezér megfosztotta trónjától az utolsó szeleukida uralkodót, XIII. Antiokhosz Philadelphosz Asziatikoszt, és Szíriát római provinciává tette.

### Parthia és Pergamon i. e. 200 előtt

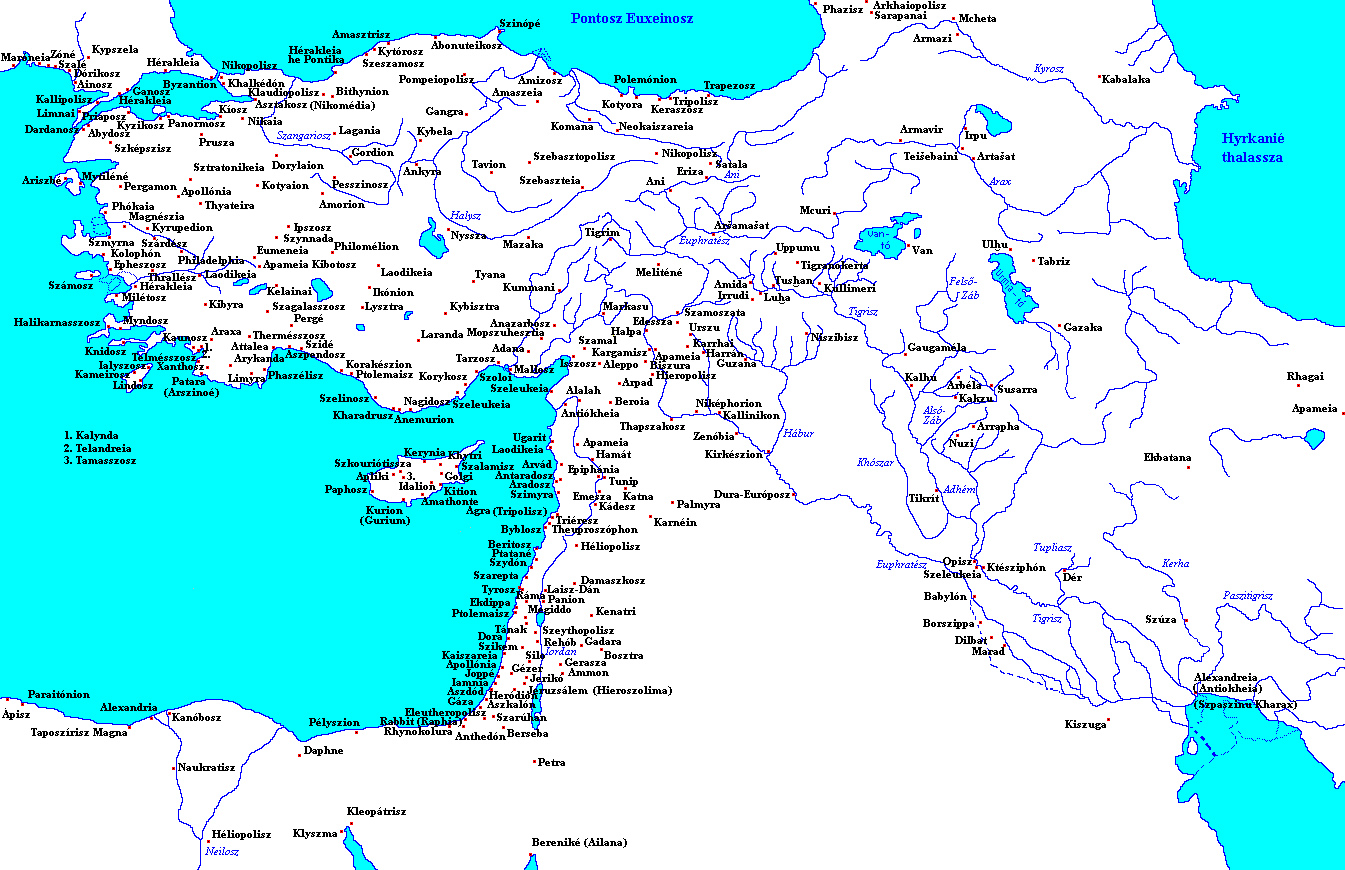
Anatólia és a Közel-Kelet görög városai

A keleti végeken történtek jól mutatják, milyen sebezhető volt a Szeleukida Birodalom a 200-as években. i. e. 245-ben, baktriai mintára Andragorasz, Parthia szatrapája fellázadt, aminek következtében a birodalom elveszítette a perzsákkal határos vidékeit. i. e. 238-ban a parnok lerohanták Parthia északi részét, később vezetőjük, Tiridatész, Parthia teljes területét elfoglalta. II. Antiokhosz Theosz szeleukida uralkodónak nem sikerült megfékeznie őket, így jött létre a Parthus Birodalom, Tiridatész testvérének, Arszakésznak a vezetésével. Hatalma csúcsán a Parthus Birodalom egészen az Eufráteszig húzódott.
A Pergamon királyság az Attalida dinasztia alatt független királyságként kezdett terjeszkedni, magába olvasztotta Müsziát és Aeoliát, két legfontosabb kikötővárosa Elaia és Pitane volt. I. Attalosz, I. Eumenész utódja megküzdött a galatiaiakkal i. e. 230-ban, majd három évvel később legyőzte a szeleukida Antiokhosz Hieraxot, ám győzelme nem volt tartós, III. Szeleukosz visszaszerezte az uralmat birodalma fölött, de Attalosz megtarthatta Pergamont. Ez volt a szeleukidák utolsó nagy sikere.

## Anatólia római fennhatóság alatt

### Római beavatkozás
A második pun háború során Róma az Ibériai-félszigeten, Afrikában és Itáliában is szenvedett a karthágói Hannibal stratégiái miatt. Amikor Hannibal szövetségre lépett V. Phlipposz makedón királlyal i. e. 215-ben, Róma egy kisebb tengeri flottával és az aetoliai szövetséggel közösen próbálták megakadályozni a makedónok nyugati terjeszkedését, és megállítani Hannibált keleten. I. Attalosz, a rodosziakkal Rómába utazott, hogy meggyőzze a rómaiakat a makedónok elleni háború szükségességéről. Titus Quinctius Flamininus római hadvezér nem egyszerűen legyőzte Philipposzt a künoszkephalai csatában i. e. 197-ben, de reményt is adott a görögöknek azzal a kijelentésével, miszerint Róma számára fontos, hogy az anatóliai görög városok autonómiát élvezzenek.

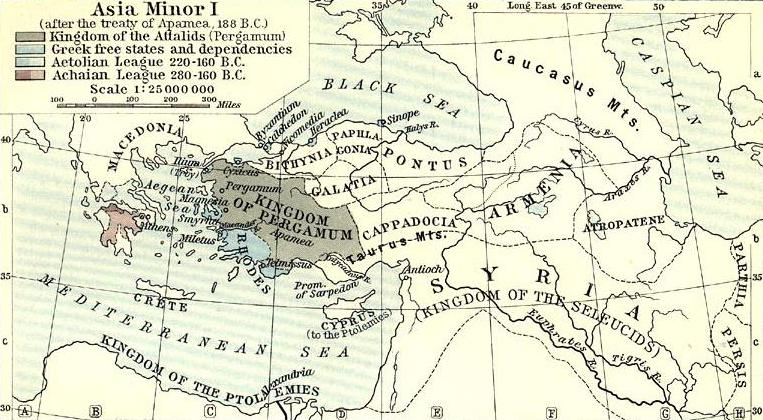
Anatólia az apameai békeszerződés után, i. e. 188-ban, mely szerződés alapján III. Antiokhosz birodalma Pamphülia és Kilikia területére zsugorodott.

Róma győzelme után az aetóliai szövetség és III. Antiokhosz részesedést követelt magának a zsákmányból. Róma figyelmeztetése ellenére Antiokhosz elhagyta Trákiát és benyomult a görög területekre, az aetoliai szövetséghez akart csatlakozni. Róma ezt nem tűrte, és a Thermopülai-szorosnál legyőzte Antiokhoszt, aki Anatóliába vonult vissza. II. Eumenész pergamoni király i. e. 189-ben, a magnésziai csatában a rómaiakkal szövetkezve súlyos csapást mért Antiokhoszra.
Az apameai szerződésben Pergamon kapta a Torozs-hegységtől északra fekvő szeleukida területeket, míg Rodosz kapott minden mást.
Bár a zsákmány nagyszerűnek tűnt, mégis ez okozta később Pergamon vesztét. Eumenész ugyanis egyre mélyebbre ásott a római belpolitikában, először legyőzte Bithünia királyát, majd Pontoszt, ezzel felkeltve a római szenátus figyelmét. Végül amikor Eumenész visszavert egy galatiai inváziót, a rómaiak azzal válaszoltak, hogy felszabadították a galatiaiakat, megmutatva a pergamoni uralkodónak, meddig tart a hatalma.

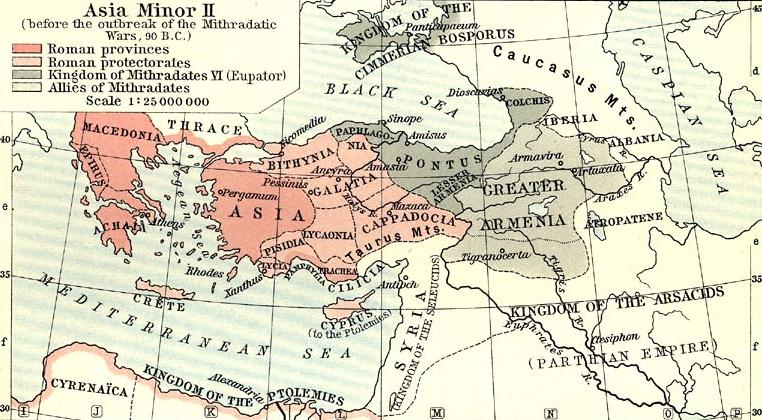
Anatólia a mithridatészi háborúk előtt, i. e. 90-ben.

Anatólia belseje egészen az i. e. 2. századig , Pontosz és Kappadókia felemelkedéséig nyugodt volt, leszámítva az időnkénti galatiai támadásokat. Kappadókia, IV. Ariarathész uralkodása alatt először a szeleukidákat támogatta Róma ellen, de királyuk hamarosan meggondolta magát és átpártolt a rómaiak oldalára. Fia, V. Araiarathész, folytatta apja politikáját, és csatlakozott a rómaiakhoz a bithüniai I. Prusziasz elleni hadjáratban. Pontosz királysága I. Mithridatész uralkodása óta független volt, s bár a szeleukidák többször is megpróbálták meghódítani, nem sikerült. Mikor Róma elkezdett beavatkozni az anatóliai régió politikájába, Pontosz függetlenségét is garantálták.
III. Attalosz halálakor Rómára hagyta Pergamont i. e. 133-ban. Manius Aquillius római consul az új provinciának az Asia nevet adta.

### A mithridatészi háborúk

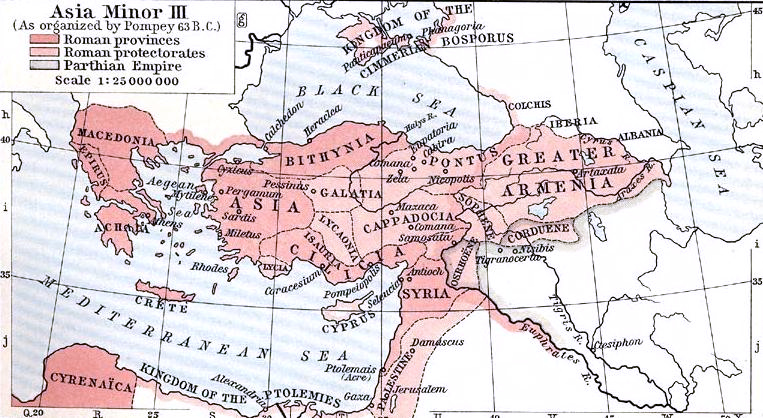
Anatólia, ahogy Pompeius felosztotta; i. e. 63.

A mithridatészi háborúk táptalaja az úgy nevezett itáliai szövetséges háború volt i. e. 90-ben, amikor a rómaiak konfliktusba keveredtek itáliai szövetségeseikkel. Pontosz uralkodója, VI. Mithridatész kihasználta, hogy a háború elvonta a rómaiak figyelmét Anatóliáról. Mithridatész végigvonult Bithünián és Asián, és arra buzdította a görögöket, hogy mészároljanak le annyi rómait, amennyit csak tudnak. A Rómában zajló hatalmi harcok ellenére Lucius Cornelius Sulla konzul Anatóliába ment, és legyőzte a pontoszi királyt. A dardanoszi békeszerződésben Mithridatész Pontoszon kívül mindent elvesztett.
i. e. 74-ben egy újabb anatólaiai királyság, Bithünia is római fennhatóság alá került, miután IV. Nikomedész meghalt. Ez ismét hadjáratra sarkallta VI. Mithridatészt, aki szinte azonnal az új provincia ellen vonult. Róma ezúttal Lucius Licinius Lucullust küldte a király ellen, és Mithridatészt újra visszaszorították, de végérvényesen legyőzni nem sikerült. Ez újabb konfliktusok forrása lett Rómában. Amikor az Égei-tengeren garázdálkodó kalózok veszélyeztetni kezdték az élelmiszer-kereskedelmet, Pompeius visszaszorította őket Kilikiába. Ezután a siker után Pompeius olyan hatalomra tett szert, amivel nemcsak Mithridatészt tudta teljesen visszaszorítani, de a szomszédos Örményországot is cliens-királysággá tette. Végül Mithridatész i. e. 63-ban öngyilkos lett, így Pontosz római protektorátus, Kilikia pedig provincia lett. Ezzel csupán az Amüntasz által uralt Galatia, Piszidia és Kappadókia maradt önálló királyság Anatóliában. i. e. 25-ben egy, a Toros-hegységbe vezetett hadjáratban Amüntasz meghalt, így végül az ő királysága is provincia lett; egész Anatólia római kézre került.

### Anatóliai kereszténység a római időkben
Az anatóliai kereszténység története a betelepített zsidókkal kezdődik. i. e. 210 körül III. Antiokhosz szeleukida király 2000 zsidó családot telepített Babilóniából Lüdiába és Phrügiába, és ez a migráció később is folytatódott. A birodalomban élő zsidó közösség fontosságára Cicero is utal.
A kereszténység anatóliai virágzására már az 1. századból is vannak emlékek. Szent Pál is megjegyzi ezt, különösképpen saját szülőföldjére, Asiára vonatkozóan: „mindazok, kik lakoznak vala Ázsiában, mind zsidók, mind görögök, hallgaták az Úr Jézusnak ígéjét”, és megerősítette, hogy mind Kolosséban, mind Troaszban voltak keresztény templomok. Később leveleket is kapott, Magnéziából és Tralleiszből (ma Aydın), ahol szintén voltak templomok és püspökök is. A Jelenések könyve említést tesz hét kisázsiai gyülekezetről, ezek név szerint: Epheszosz, Magnézia, Thüatira, Szmirna, Philadélphia (Alaşehir), Pergamon és Laodikeia. Másoknak is feltűnt a kereszténység terjedése, Ifjabb Plinius Epistulae című művében leírja, hogy a bithüniai kormányzó Traianus római császárnak 112-ben írt levelében megemlíti, hogy különféle népek csatlakoznak a kereszténységhez, és egyre inkább kiürülnek a római templomok.

### Anatólia a 4. század előtt: gótok

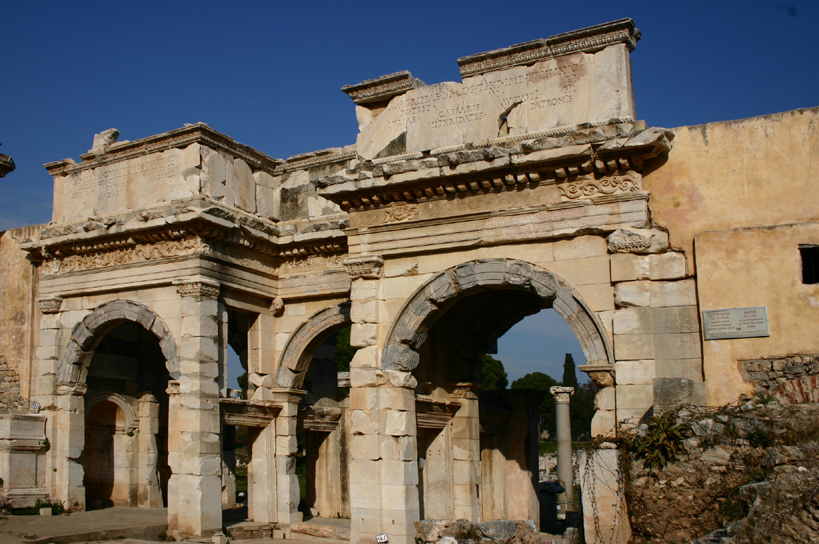
Augustus kapuja Epheszoszban

Augustus uralkodásától egészen Nagy Konstantinig Anatóliában gyakorlatilag béke uralkodott, lehetővé téve, hogy a terület fejlődjön és gazdasága növekedjen. Utak épültek, melyek a nagyobb városokat kötötték össze, ezáltal segítve a kereskedelem fejlődését; a mezőgazdaság virágzott. A kormányzók támogatták a letelepedést és nem róttak ki magas adókat. A régió gazdagsága lehetővé tette hogy a pusztító földrengések sem okoztak helyrehozhatatlan károkat, és a Római Birodalom is a lakosok segítségére sietett ilyen esetekben. Ebben az időszakban olyan kiváló tudósok és gondolkodók születtek Anatóliában, mint a bithüniai filozófus, Dio; a pergamoni orvos, Galénosz; a herakleai történetíró, Memnón vagy a niceai történetíró Cassius Dio.
A harmadik század közepén a békét új ellenség veszélyeztette, a gótok. Mivel a Közép-Európába vezető utat a rómaiak védték, a gótok számára a gazdag, de nagyrészt védtelen Anatólia vonzó zsákmánylehetőségnek bizonyult. Gót csapatok 256-ban Trebizond városánál, a Fekete-tengernél szálltak partra, raboltak-fosztogattak egész Pontoszban és beljebb is betörtek, anélkül, hogy nagyobb ellenállásba ütköztek volna. A gótok megtelepedtek Kalkedónban és innen indítottak további rablóhadjáratokat Nikomédia, Prusza, Apamea, Cius és Nicea ellen. A gótok nemcsak Nyugat-Anatóliába, de Görögországba és Itáliába is betörtek. Bár Valerianus római császárnak sikerült elüldözni a gótokat, azok visszavonulás közben földig rombolták Epheszoszt, az ókori világ hét csodája közé tartozó Artemisz-templommal együtt.

## A bizánci időszak

### A Bizánci Birodalom alapítása

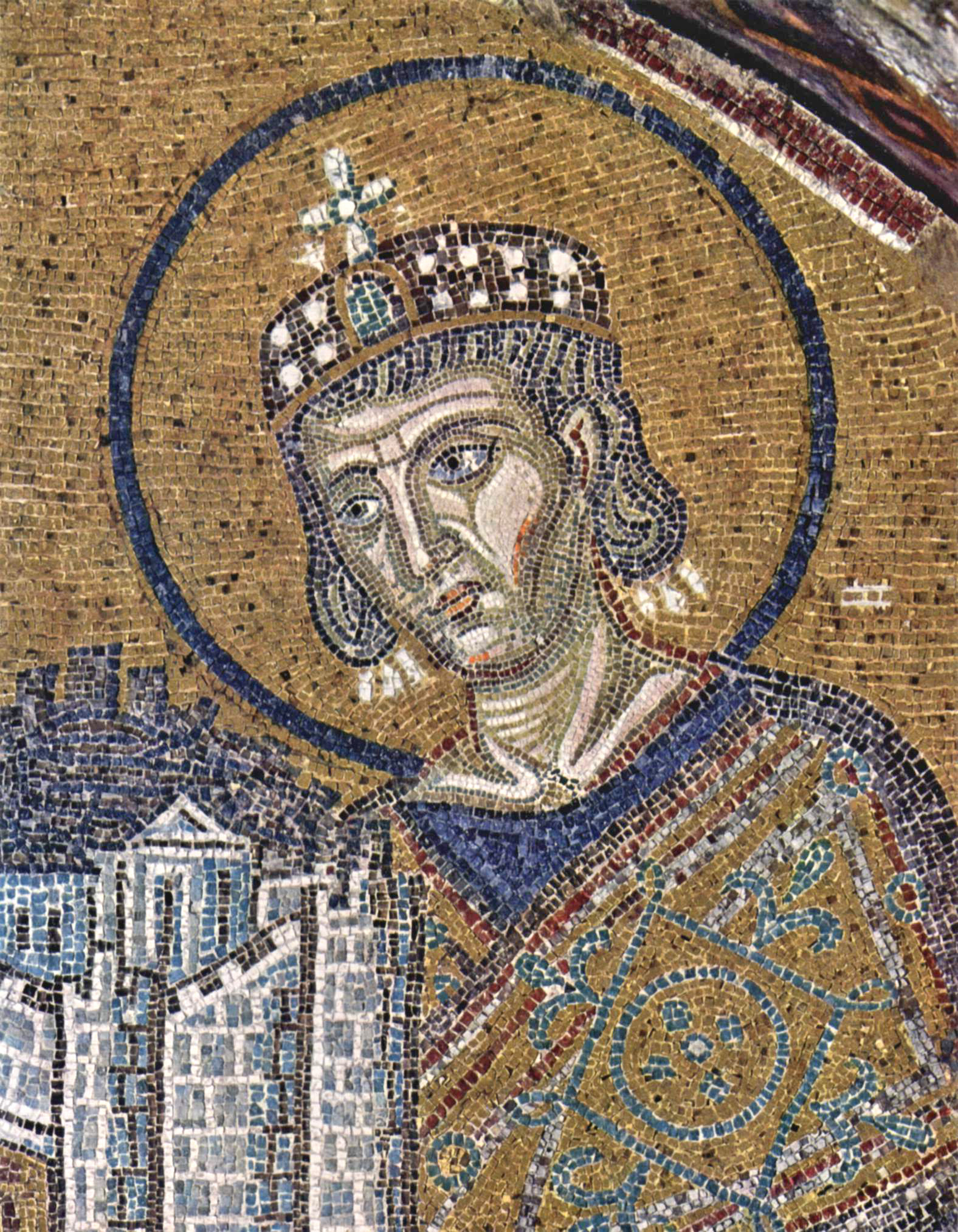
Nagy Konstantin bizánci császár. Mozaik a Hagia Sophiában.

A Római Birodalom olyannyira instabillá vált, hogy egyre nehezebb volt irányítani. A birodalmat irányító két augustus között polgárháború tört ki, melyből 324-ben Konstantin került ki győztesen. Az új egyeduralkodó császár 330-ban a birodalom székhelyét Rómából Büzantionba helyezte át, melyet később róla Konstantinápolynak neveztek el. Megerősítette a város védelmét és nagyszabású fejlesztésekbe kezdett, hogy az új főváros kellőképpen elláthassa birodalmi székhelyi feladatait. Konstantinról úgy tartják, a halálos ágyán keresztelték meg, de valószínűleg már korábban felvette a keresztény vallást. A 313-ban kiadott milánói ediktumban a keresztény vallást hivatalosan is elismerték a birodalomban, a 325-ös első niceai zsinaton pedig maga a császár is részt vett.
337-ben Konstantin halálával újabb háború kezdődött, fiai, Constantinus, Constans és Constantius között, akik nem tudtak egyetértésben kormányozni. Constans az aquileiai csatában legyőzte Constantinust, aki a helyszínen életét vesztette. Constanst a saját hadserege gyilkolta meg, így a birodalom Constantius kezébe került. Constantius féltestvérét, Iulianust nevezte ki a galliai seregek élére. Iulianusnak sikerült rendet teremteni a zűrzavaros nyugati tartományokban, ezzel felkeltette az uralkodó irigységét, aki 360-ban a veterán galliai légiók keletre menetelését rendelte el a perzsa háború ürügyén, megfosztva Iulianust legharcképesebb csapataitól. A légiók megtagadták a keletre menetelést, és Iulianust augustussá kiáltották ki. Iulianus Konstantinápolyba indult, hogy átvegye a hatalmat, eközben Constantius váratlanul elhunyt. Végakaratában Iulianust nevezte meg örökösének, így a hatalomátvétel vérontás nélkül zajlott le. A későbbiekben pejoratív éllel „hitehagyottnak” nevezett Iulianus szakított a keresztény vallással, haláláig megpróbálta aláásni annak filozófiai alapjait is, ám egyes források szerint halálos ágyán elismerte, hogy mindhiába, a kereszténység ekkora már tért hódított a birodalomban. Ezek a források a keresztény írók műveiben maradtak fenn, és a legtöbb kutató szerint a „Győztél, Galileai” felkiáltás a mesék körébe utalható.
Iulianus halála után egy rövid ideig Jovianus uralkodott, majd a birodalom nyugati részén II. Valentinianus, a keleti részen pedig Valens került hatalomra, akik társcsászárként léptek trónra. Utánuk Gratianus került hatalomra, aki társcsászárául Theodosiust választotta 379-ben. Theodosius azonnal hozzálátott, hogy rendet tegyen a vallási kérdésekben. Betiltották az arianizmust, a pogány hitgyakorlatokat és törvényileg visszaállította a niceai zsinaton hozott határozatokat. Mikor 395-ben a Római Birodalom véglegesen két részre oszlott, a Keletrómai Birodalom már volt olyan erős, hogy egyenlő félként lehetett kezelni.

### A Bizánci Birodalom hatalma csúcsán
A Bizánci Birodalom I. Justinianus alatt kezdett el igazán fejlődni. Justinianus modernizálta a római jogot a Corpus Iuris Civilis megalkotásával. Ez még latin nyelven íródott, azonban ezáltal nehezen érthetővé, archaikussá vált a stílusa. Ebben az időben épült meg az ortodox egyház központjává váló Hagia Szophia monumentális temploma. Uralkodása fordulópont volt a Keletrómai Birodalom és a kora középkor/késő antikvitás történetében. Ekkor került sor kenyértörésre a monofizita-ortodox vallási ellentétben, ekkor kísérelték meg utoljára egyesíteni a Római Birodalom területeit, ekkor élte utolsó virágzását a bizánci kultúra – és ekkor tört be először Európába a bubópestis, amely előre jelezte az elkövetkező keservesebb időszakokat.

### Arab hódítások
A bizánci-arab háborúk a 7. és 12. század között zajlottak a két birodalom határai mentén, melyek következtében a Bizánci Birodalom jelentős területeket vesztett. Az első konfliktus 634-717 között történt, amelynek során három alkalommal is megostromolták Konstantinápolyt, sikertelenül ostromával végződött. Az ezt követő évszázadokban komolyabb hódító törekvések nem jelentkeztek a muszlimok részéről, de a határháborúk állandósultak nagyjából Kilikia–Malatya–Erzurum vonalán húzódó határvidéken. A 10. század közepén II. Niképhorosz és I. Jóannész meg tudta törni az ellenállást. Elfoglalták Kilikiát és Antiochiát, az aleppói emírséget és az örmény területeket pedig függésbe kényszerítették, amivel körülbelül száz évre biztosítani tudták anatóliai uralmukat.

### A szeldzsukok (1071–1299)

A szeldzsuk dinasztia kiterjedése, 1092

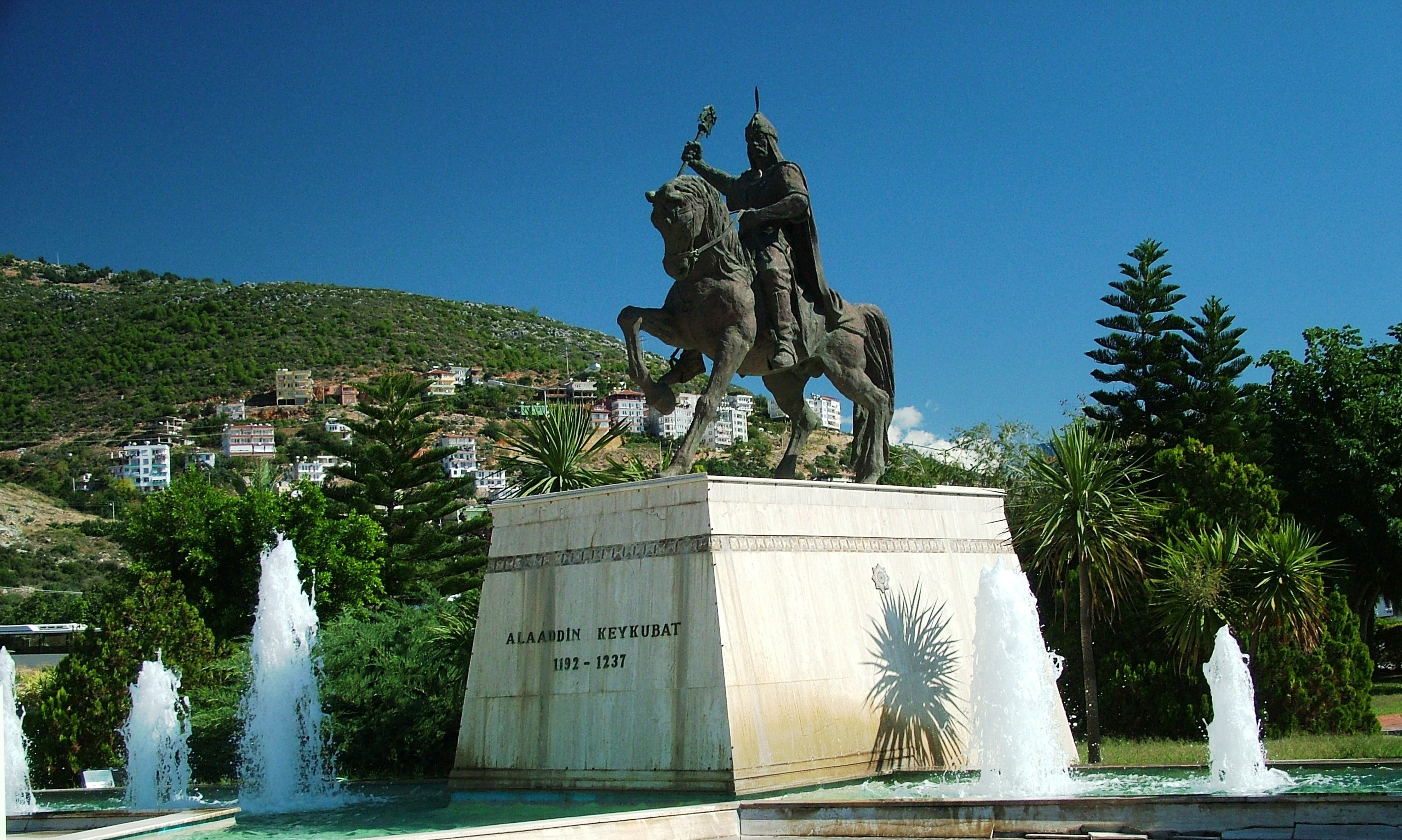
Alanya: Alaaddin Keykubat szultán

A szeldzsuk törökök az oguz törököktől származó középkori népcsoport volt. A szeldzsukok Közép-Ázsiából vándoroltak a mai Irán területére az 1030-as évektől kezdődően, és 1055-ben Bagdadot is meghódították. Ezzel létrejött a Nagyszeldzsuk Szultánság. A második szultán, Alp Arszlán (1063–1072) meghódította a bizánci befolyás alatt álló Örményországot (Ani és Kars vidéke), és a nomád csoportok állandó betörésekkel zaklatták a bizánci területeket: egészen Kaiszareiáig jutottak. A IV. Rómanosz vezette ellentámadás a Van-tó közelében vívott manzikerti csatában katasztrofális vereséggel végződött (1071). Ezzel megnyílt az út a nomád törökök tömeges beáramlása előtt.
Az anatóliai törököket önálló szultánságban egyesítette a Szeldzsuk-család egyik tagja, Szulajmán ibn Kutlumus (1077–1086). A székhelyéről, Konyáról elnevezett Ikonioni Szultánság – amit Bizánc hagyományos elnevezéséről a korban Rúmnak neveztek – túlélte a 12. századra végleg szétesett Nagyszeldzsuk Birodalmat. A 13. században azonban az itteni dinasztia is hanyatlásnak indult, köszönhetően a mongolok által rájuk mért Köse Dağ-i vereségnek (1243). Az 1260-as években Ázsiából érkező törzsek kis emirátusokra (beylik) darabolták a területet. Az egyik törzs, az oszmán végül kiemelkedett és meghódította a többit, majd átvette a hatalmat Konstantinápoly fölött, és létrejött az Oszmán Birodalom.

### A keresztes háborúk következményei
A keresztes háborúk a katolikus egyház és a pápa által szentesített, a keresztes lovagok részvételével folytatott nagyarányú hadjáratok voltak a 11–13. században. Fő céljuk a Szentföld megszerzése volt a muszlim araboktól és törököktől, bár némely hadjárat más afrikai és európai területek ellen irányult, például a negyedik, Konstantinápoly elleni keresztes háború. A keresztesek rettentő rablást és pusztítást vittek véghez a városban, nem kíméltek sem sírokat, sem műemlékeket. Több antik műalkotás Velencébe került vagy megsemmisült. A nagy pusztítások közepette Flandriai Balduint császárrá választották és 1204. május 9-én a Hagia Szófiában megkoronázták. A keresztes hadjáratok következtében a birodalom teljesen meggyengült, és később a törökök szabad prédája lett.

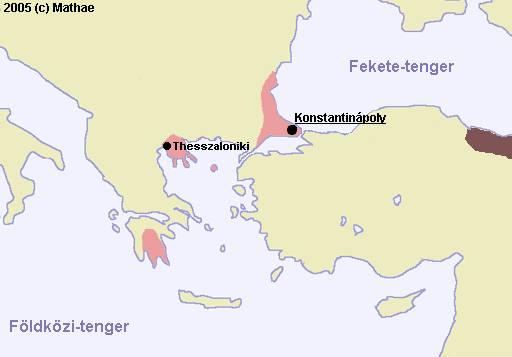
A Bizánci Birodalom 1400 körül

### A birodalom összeomlása
A birodalom többször kért segítséget nyugatról, ahonnan csak az egyházak egyesítése fejében voltak hajlandóak pénzt és hadakat küldeni. Ez formálisan és jogilag többször is megtörtént, ám a görög lakosság sohasem ismerte el az egyházak unióját. Nyugatról is csak kevés zsoldos érkezett, a többi országot nem igazán érdekelte Bizánc további sorsa. Kezdetben úgy tűnt, hogy Konstantinápolyt nem éri meg megostromolni, hiszen bevehetetlen hírében állott. Azonban az évezredes falak (melyeket csak a keresztesek voltak képesek áthágni) már nem nyújthattak elégséges védelmet az oszmán ágyúk tüze ellen. A végső bukás 1453. május 29-én következett be, és II. Mohamed 1460-ban Misztrát, 1461-ben pedig az utolsó görög területet, az addig fennálló Trapezunti Császárságot is elfoglalta.

## Az Oszmán Birodalom

### Anatólia meghódítása
Az 1243-as Köse Dag-i csata során a mongolok legyőzték és hűbérükbe kényszerítették az Ikóniumi Szultánságot, amely mindinkább szétesett, és az Ílhánida Perzsia és az egyiptomi Mamlúk Birodalom közti rivalizálás színterévé vált. A szeldzsukok végül 14. század elején megbuktak, helyüket számos kisebb török emírség vette át – a magterületükön például az egyik legjelentősebb utódállam, Karamán. Eközben az északnyugati határon létrehozott, Oszmán vezette fejedelemség feltartóztathatalan terjeszkedésbe kezdett, megvetve az Oszmán Birodalom alapjait.

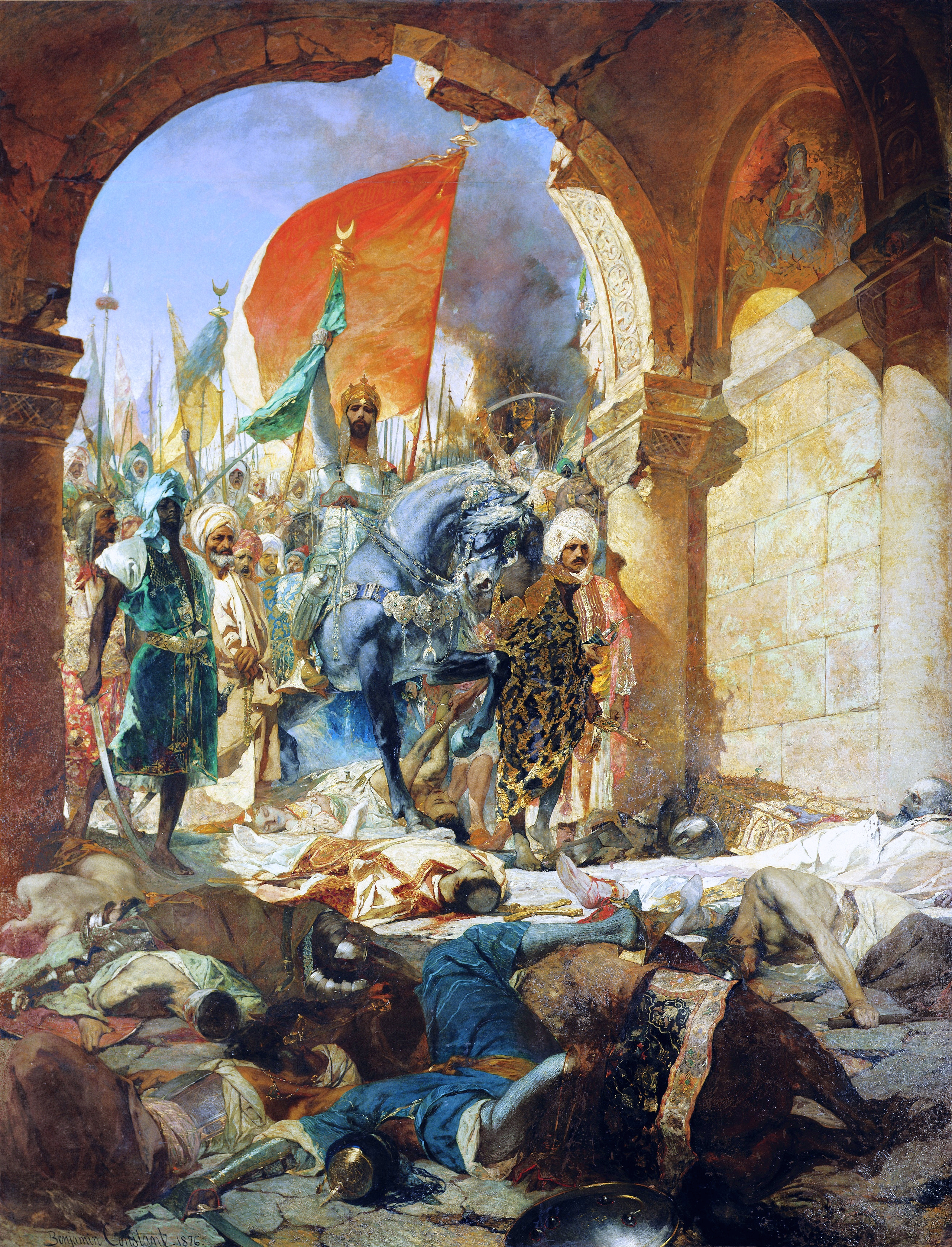
II. Mehmed, a „Győzedelmes” bevonul Konstantinápolyba

Még Oszmán szerezte meg Bursát, az új fővárost, utódai pedig mind a Balkánon, mind Anatóliában folytatták a terjeszkedést. Keleti irányú növekedésük alapvetően békés természetű volt: házasságok, vásárlás vagy öröklés révén olvadt be mind több emírség az Oszmán-dinasztia államába. Az ellenálló Karamánt I. Bajazid verte tönkre a 14. század legvégén. A mongol Timur Lenk az 1402-es ankarai csatában legyőzte Bajazidot, és miután az Égei-tengerig végigdúlta Kis-Ázsiát, az Oszmán Birodalom korábban meghódított területein számos hajdani emírséget támasztott fel, illetve megmaradt részeket Bajazid fiai között osztotta ki. A 15. század jelentős uralkodói, I. Mehmed, II. Murád és II. (Hódító) Mehmed azonban visszaszerezték a területek zömét, sőt ez utóbbi 1453-ban bevette Konstantinápolyt, 1461-ben felszámolta a Trapezunti Császárságot, 1473-ban pedig győzelmet aratott a Kelet-Anatóliát birtokló Ak Kojunlu törzsszövetség felett.
A dinamikusan terjeszkedő Oszmán Birodalom ezzel hegemón helyzetbe került, és egyetlen ellenfele maradt a térségben: az egyébként egyiptomi központú Mamlúk Birodalom. A két szultánság között fekvő három ütközőemírség közül Karamánt 1475-ben kebelezték be a Hódító II. Mehmed seregei, így csak a jelentéktelen, Ramazánidák által uralt Kilikia és a Dulkadrida Elbisztán maradt meg Kairó számára, de Isztambulból is igyekeztek saját jelölteket az emíri trónra juttatni. II. Bajazid és fivére, Dzsem trónviszályába avatkozva a mamlúkok háborúba keveredtek az oszmánokkal (1485–1491), de a küzdelem ekkor nem járt komolyabb következményekkel Bajazid óvatossága és al-Asraf Kájitbáj birodalmának gyengesége miatt. Bajazid utódja, I. Szelim az 1501-ben kialakuló, kelet-anatóliai befolyását fenyegető Szafavida Birodalom ellen harcolva 1516-ban megdöntötte és bekebelezte a régóta hanyatló Mamlúk Birodalmat, ezáltal ténylegesen is Kis-Ázsia egészének ura lett.

### Anatólia a birodalomban
A Szafavidák fő támaszát a nomád, síita török törzsek, az ún. kizilbasok alkották. Ezek nagy számban éltek Anatólia keleti vidékein, és a 15-16. század folyamán lázadásaikkal komoly gondokat okoztak a szunnita Oszmán Birodalomnak. A perzsák ellen vívott háborúk a Van-tó mélységéig általában anatóliai területeket is érintettek, de ezek az 1638-as, véglegesnek tekinthető békekötéskor oszmán kézen maradtak.
I. Szulejmán halála után a birodalom stagnált és lassú hanyatlásnak indult, és a 18–19. század folyamán európai területeinek nagyját elvesztette. Az Oszmán Birodalom nem török lakosságú ázsiai tartományai az első világháborúban történő összeomláskor szakadtak el Isztambultól, amelynek így nagyjából Kis-Ázsiára és egy kicsiny európai területre redukálódott. Az Oszmán Birodalom romjain Mustafa Kemal Atatürk épített köztársaságot.

## A modern Törökország (1923-tól napjainkig)
Az első világháborút lezáró sèvres-i békeszerződés eredetileg hatalmas anatóliai területeket adott volna át az örményeknek keleten, illetve Görögország is részesült volna a hajdani Iónia vidékéből; Anatólia törököknek szánt részét pedig egymás között befolyási övezetekre osztották fel a nyugati nagyhatalmak. Az ellen tiltakozó, nacionalista törököknek Mustafa Kemal tábornok vezetésével négy évig tartó harcok során sikerült elérniük, hogy a nyugati hatalmak kivonuljanak Törökország területéről, és a sèvres-i békeszerződést a lausanne-i váltsa fel, melyben meghatározták Törökország mindmáig létező határait. (Ezeket illetően csak kisebb változás történt 1939-ben, amikor a szíriai francia mandátumterületből leszakadt és Törökországhoz csatlakozott Hatay, azaz a korábbi alexandrettai szandzsák.)
A 97%-ban Anatóliában elterülő Török Köztársaságot 1923-ban alapította meg az Oszmán Birodalom felszámolásával Mustafa Kemal Atatürk, aki az országot modern, világi és Nyugat-orientált állammá változtatta. Mivel Atatürk rendszerének fő támasza a hadsereg volt, az államalapító vívmányait megmentendő a 20. század során több katonai puccs történt az országban. Az utolsó államcsínyre 1980-ban került sor, a hatalom azóta demokratizálódott. Eközben Törökország 1952-ben a NATO tagja lett, és célul tűzte ki az Európai Unióhoz való csatlakozást. A ciprusi török jelenlét, a régóta tartó kurd felkelés keleten és az iszlám növekvő politikai jelenléte táplálja a közéleti vitákat, és befolyásolja az ország nemzetközi kapcsolatait és az uniós csatlakozási tárgyalások kimenetelét.

## Fordítás
- Ez a szócikk részben vagy egészben  a   History of Anatolia című angol Wikipédia-szócikk ezen változatának fordításán alapul.  Az eredeti cikk szerkesztőit annak laptörténete sorolja fel. Ez a jelzés csupán a megfogalmazás eredetét és a szerzői jogokat jelzi, nem szolgál a cikkben szereplő információk forrásmegjelöléseként.